# Wilhelm Bungert
Wilhelm Bungert (Mannheim, 1 de abril de 1939) es un extenista alemán reconocido por ser finalista del torneo de Wimbledon en 1967.

## Torneos de Grand Slam

### Individuales

#### Finalista
| Año  | Torneo    | Oponente en la final | Resultado   |
| 1967 | Wimbledon | John Newcombe        | 3-6 1-6 1-6 |

### Dobles

#### Finalista
| Año  | Torneo             | Pareja           | Oponentes en la final    | Resultado   |
| 1962 | Campeonato Francés | Christian Kuhnke | Roy Emerson Neale Fraser | 3-6 4-6 5-7 |